# Kubánská kuchyně

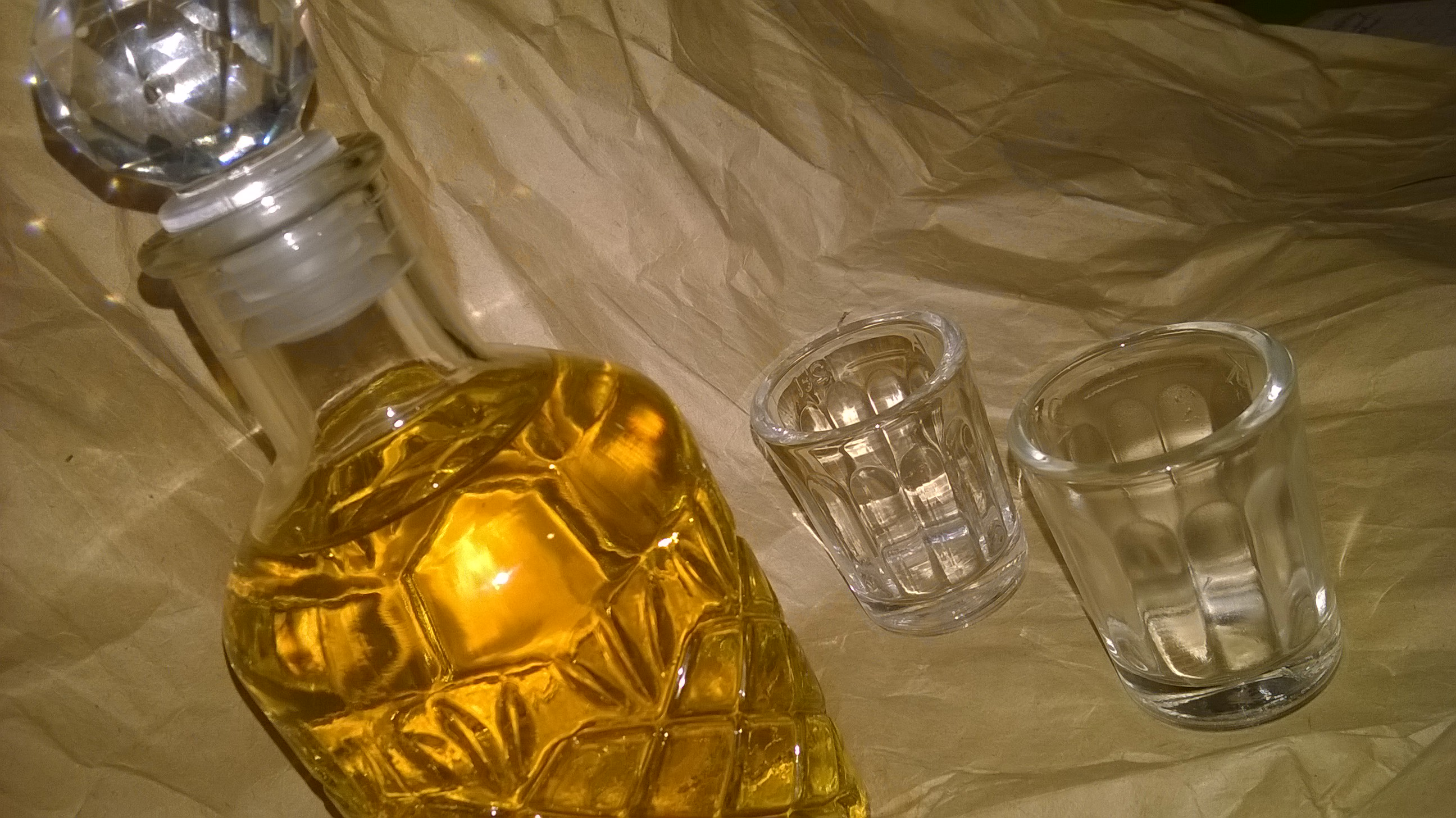
Lahev kubánského rumu

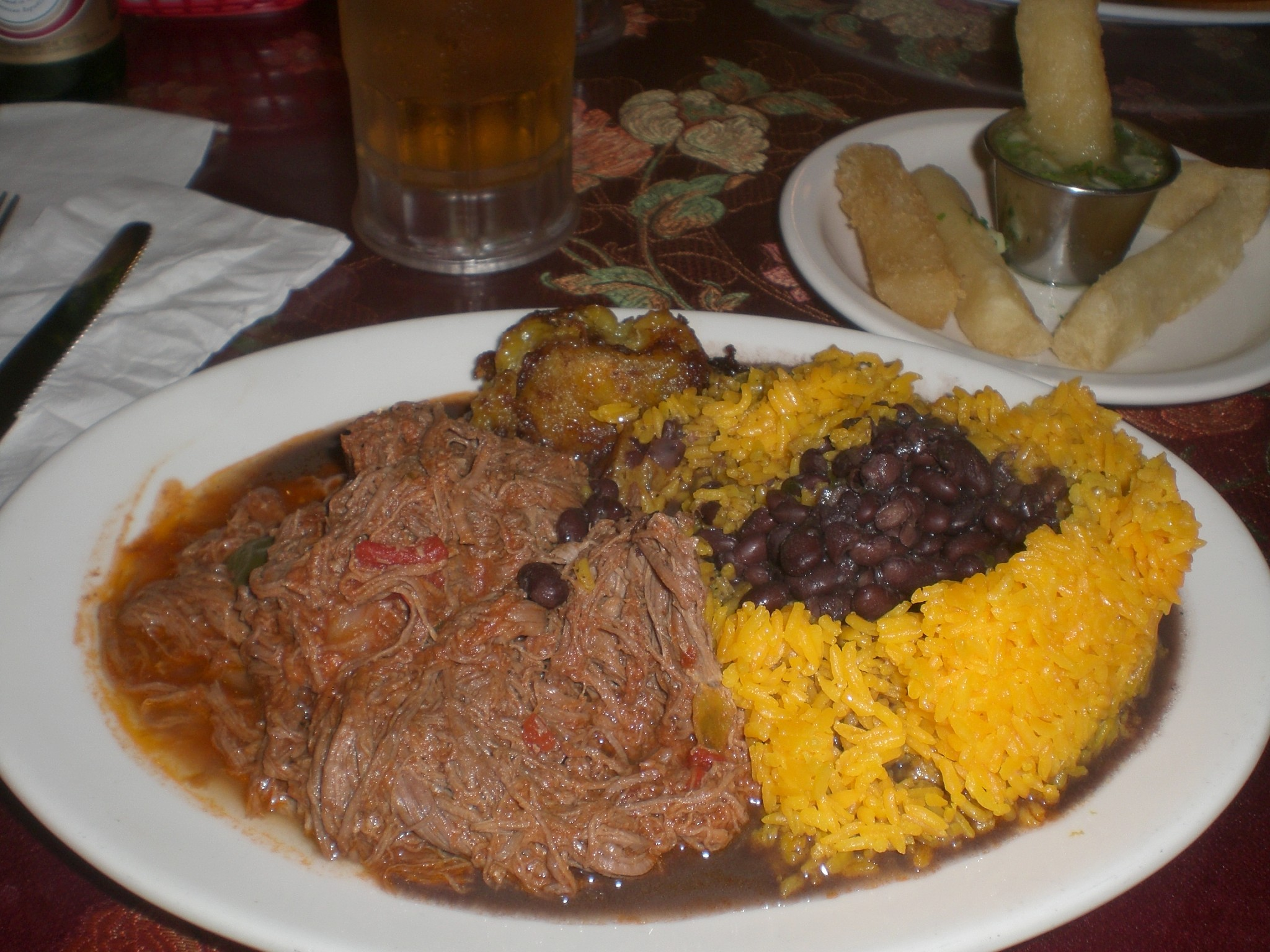
Ropa vieja podávaná se směsí rýže a fazolí

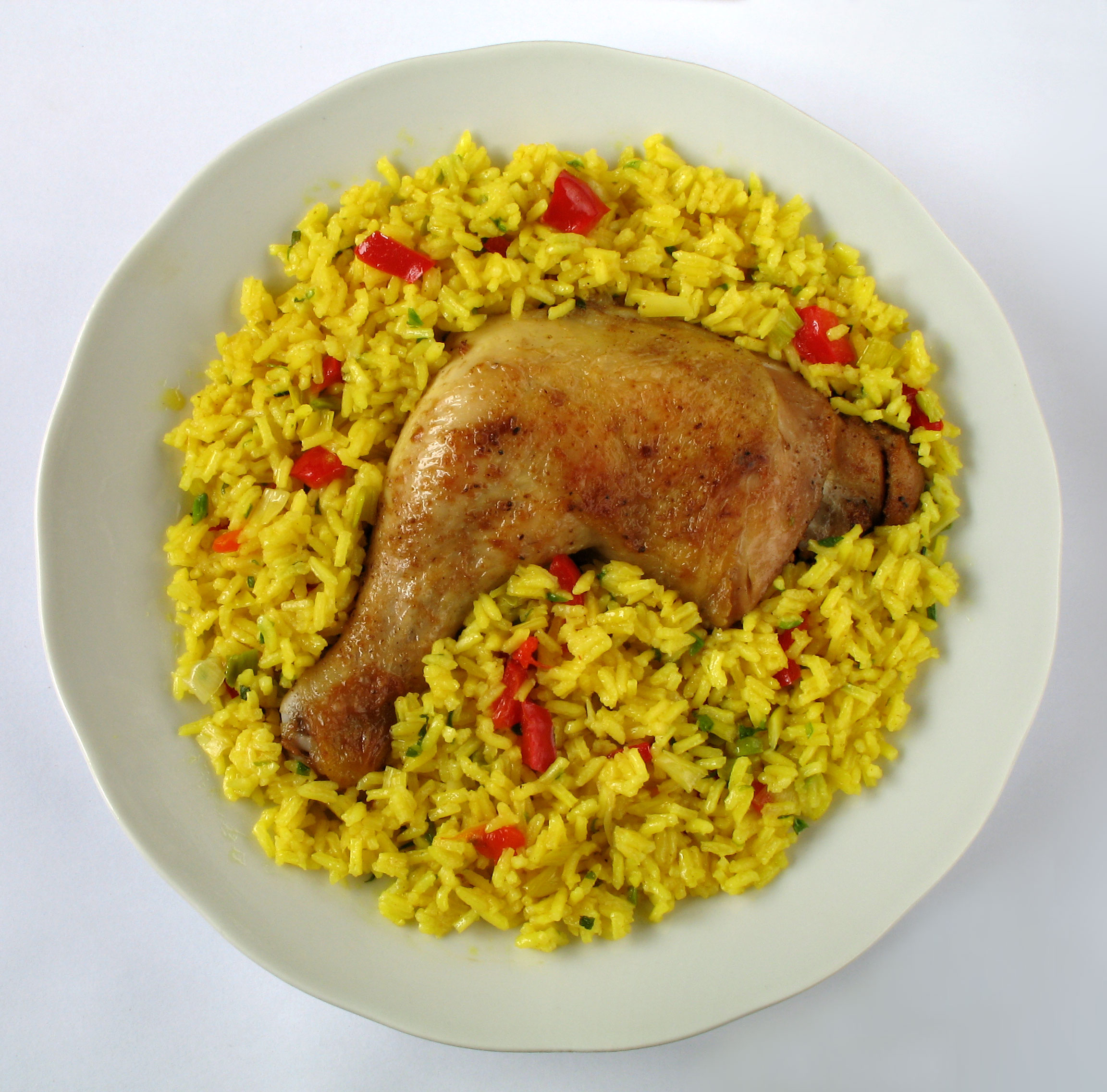
Arroz con pollo

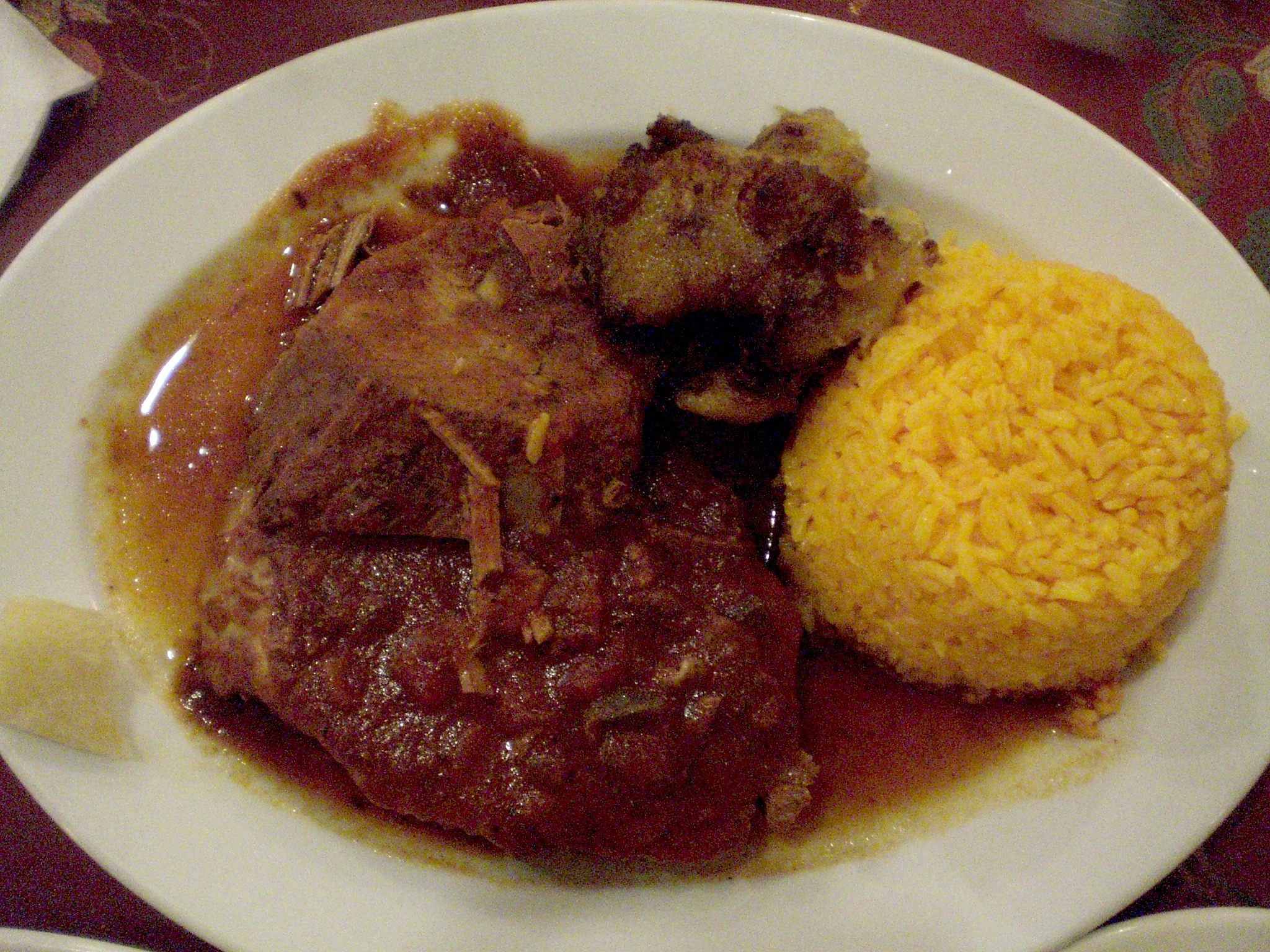
Boliche

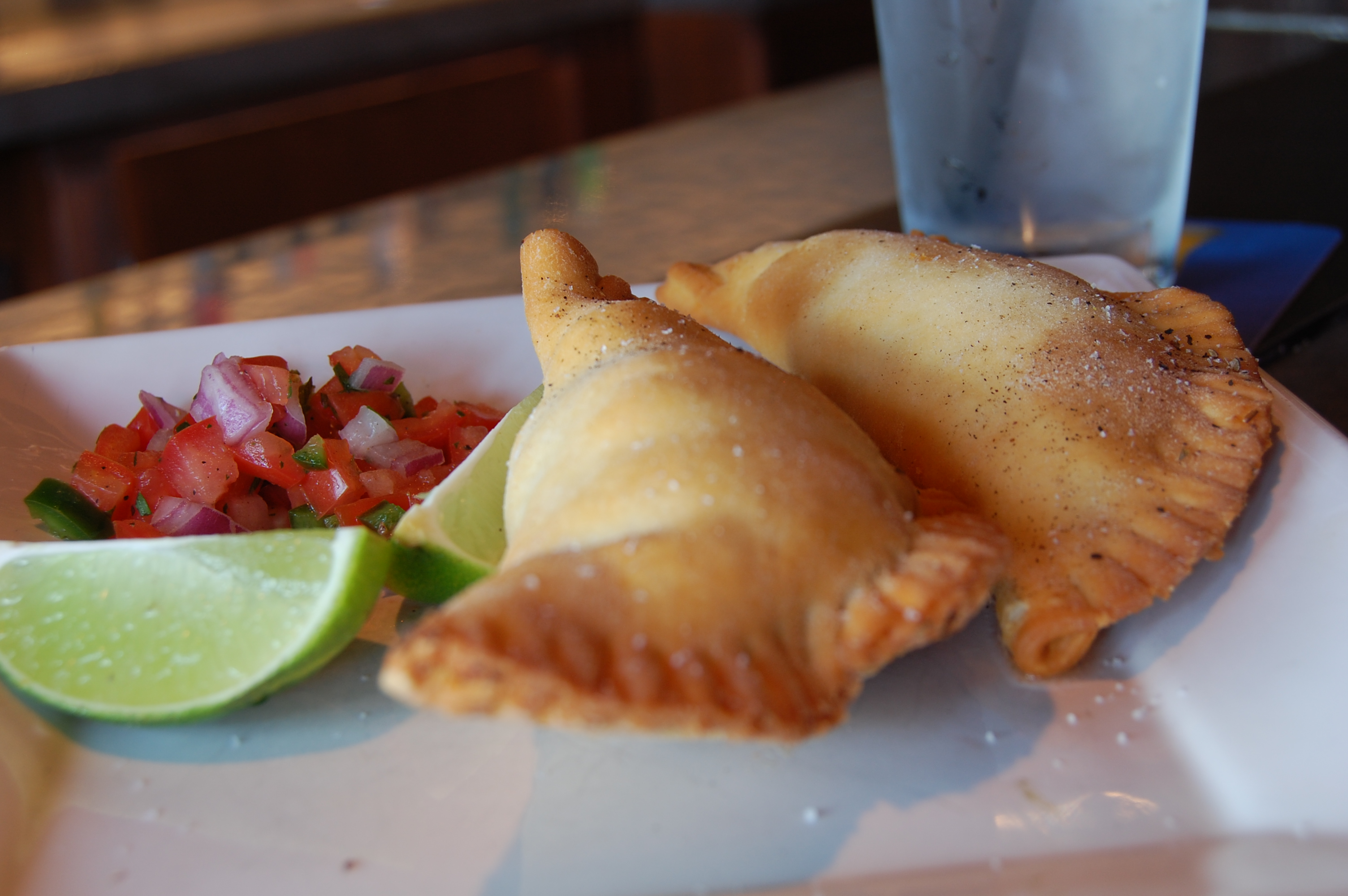
Empanadas

Kubánská kuchyně (španělsky: Gastronomía de Cuba) je mixem španělské a africké kuchyně, byla ale ovlivněna i čínskou a italskou kuchyní a kuchyní ostatních karibských států. Základním jídlem je směs rýže a fazolí, z masa se používá nejčastěji kuřecí. Velmi populárním nápojem je rum.

## Příklady kubánských pokrmů
Příklady kubánských pokrmů:
- Ropa vieja (v překladu staré hadry), dušené trhané hovězí podávané s rajčatovou omáčkou
- Směs rýže a fazolí
- Arroz con pollo, rýže s kuřecím masem
- Boliche, hovězí pečeně plněná vajíčky na tvrdo a klobásou
- Mojo, papriková omáčka
- Empanada, plněná kapsa z těsta
- Frita, kubánská varianta hamburgeru, houska plněná plátkem mletého masa (někdy se do něj přidává také chorizo)
- Pulpeta, sekaná se šunkou plněná vajíčky vařenými na tvrdo
- Picadillo, kořeněná kaše z hovězího masa, papriky a cibule
- Yuca frita, smažený maniok

## Příklady kubánských nápojů
Příklady kubánských nápojů:
- Rum, Kuba je velmi významným producentem rumu
- Guarpo, šťáva z cukrové třtiny
- Cafe Cubano, kubánská káva, espresso slazené třtinovým cukrem

Koktejly
Z Kuby pochází mnoho alkoholických koktejlů a drinků, které se rozšířily do celého světa. Mezi nejvýznamnější patří:
- Mojito bylo poprvé namícháno v kubánském hlavním městě Havana. Skládá se z rumu, máty, cukru a limetkové šťávy.
- Cuba libre (v překladu Svobodná Kuba) je další známý kubánský koktejl, který byl poprvé namíchán na začátku 20. století. Skládá se z rumu, coca-coly, cukru a limetkové šťávy.
- Daiquiri je další populární kubánský koktejl. Je pojmenován podle pláže Daiquirí nedaleko Santiago de Cuba. Skládá se z rumu, limetkové šťávy, ledu a cukrového sirupu.
- Piña colada, koktejl původem z Portorika. Skládá se z rumu, kokosového mléka, ananasové šťávy a ledu.

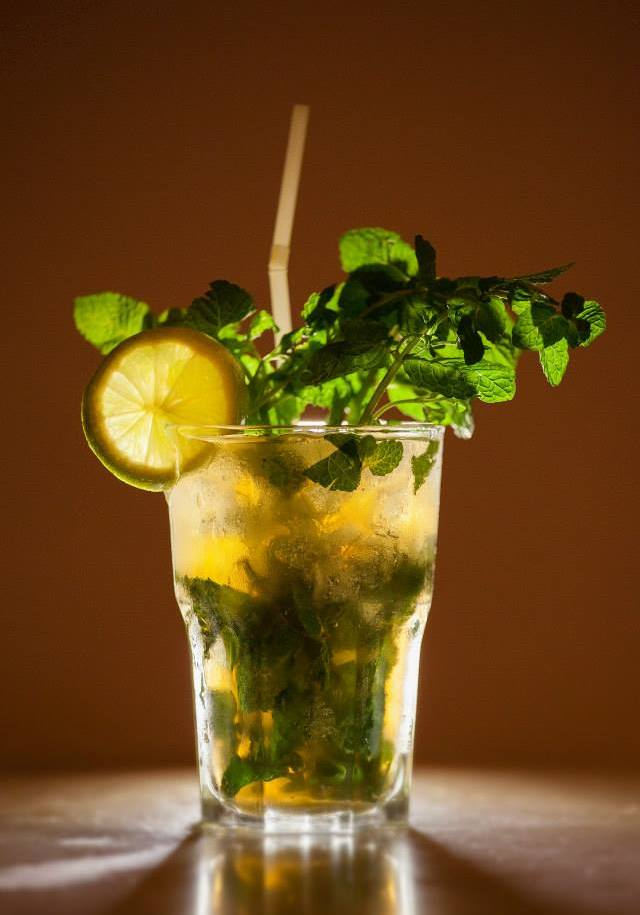
Mojito
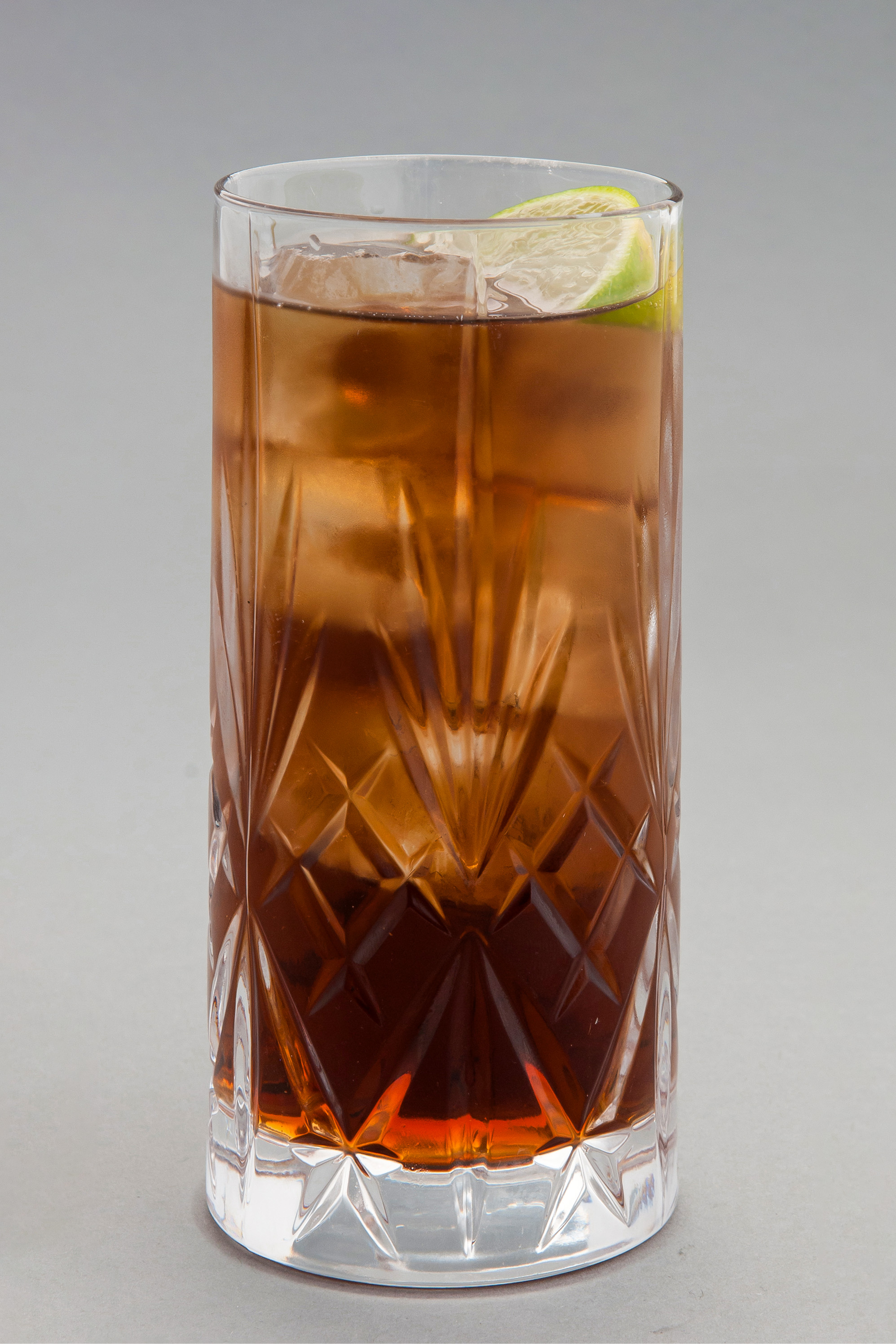
Cuba Libre
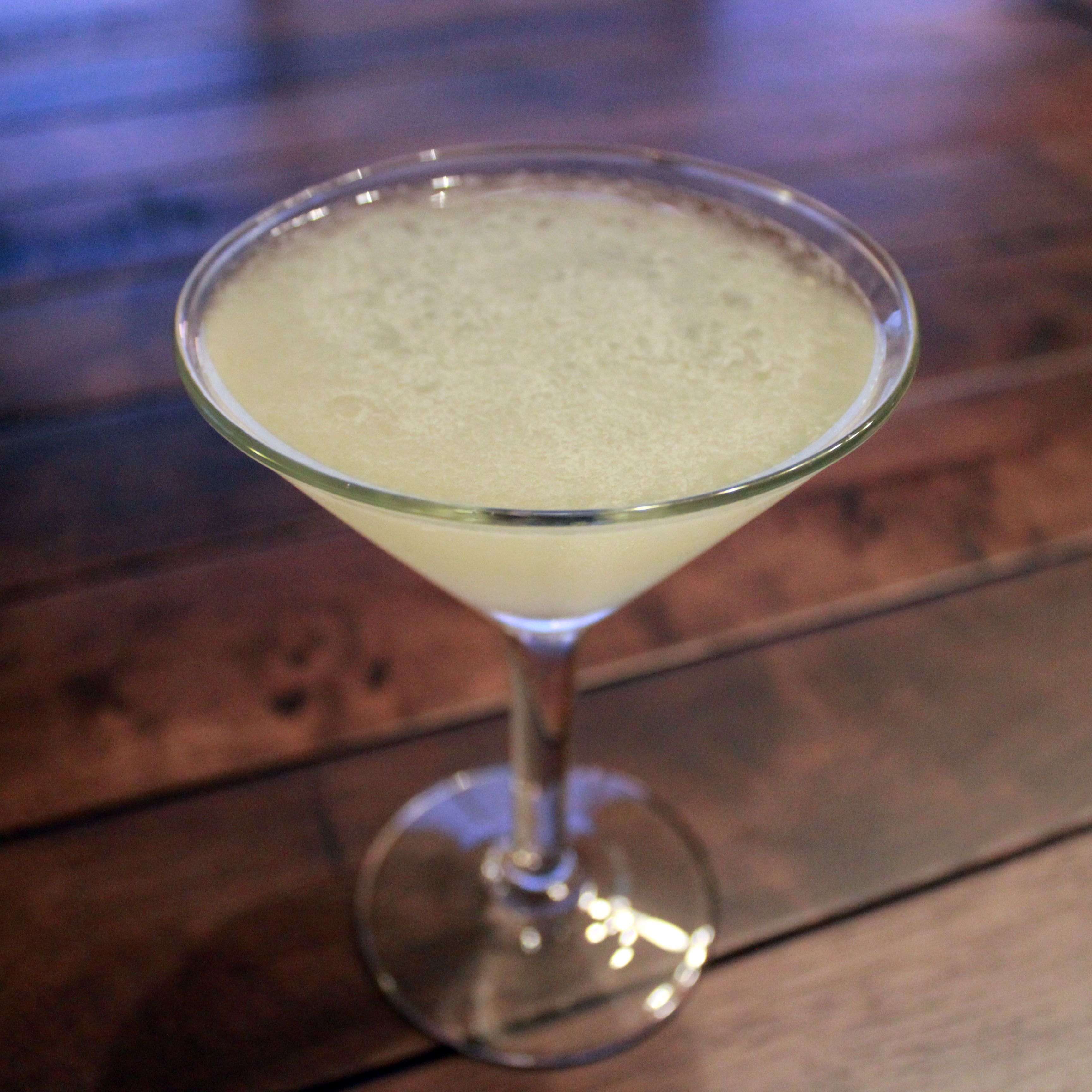
Daiquiri
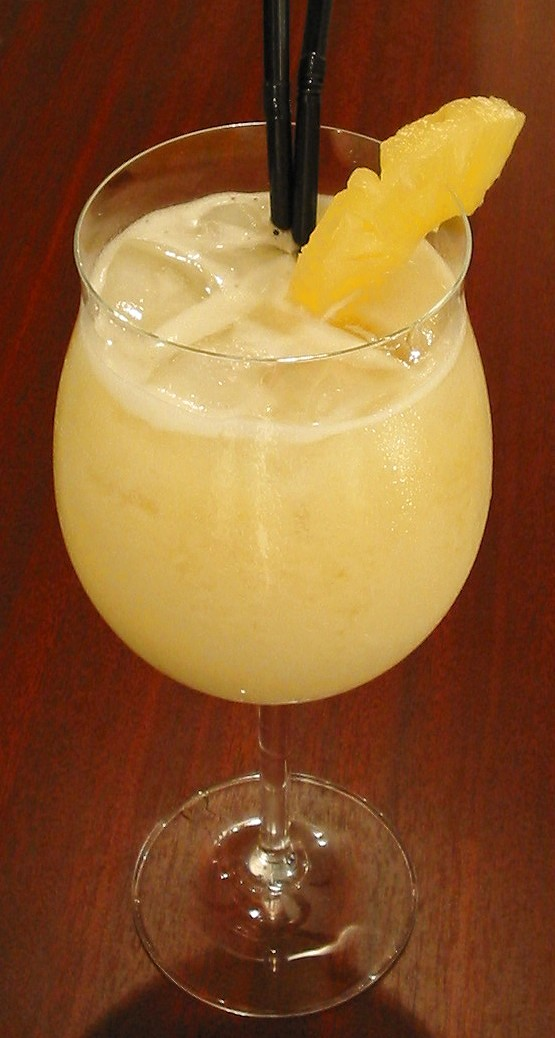
Piña Colada